# Џон Мортимер
Сер Џон Клифор Мортимер (енгл. Sir John Clifford Mortimer; Хемпстед, 21. април 1923 — Тервил, 16. јануар 2009) био је британски драматург, сценариста и аутор. У литератури Мортимер је познат после стварања лика Рампол и његових авантура.

## Биографија

### Младост
Мортимер је рођен у Хемпстиду, Лондон као једино дете Кетлин Меј и Клифорда Мортимера. Отац му је ослепео 1936. године када је имао незгоду са граном дрвета, али он је и даље био активан у каријери. Породица није званично потврдила његово слепило.
Мортимер се школовао у Dragon School и Harrow School, када се прикључио Комунистичкој партији Велике Британије. Најпре је Мортимер желео да постане глумац и активно је учествовао у драми Ричард II у школи где се школовао. Ускоро се против Мортимера појавила жалба за писање, али о томе је мислио његов отац.
Са 17 година, Мортимер се уписао у Brasenose College, Oxford где је учио право. Јула 1942. године, при крају друге године, Мортимер је био замољен да напусти факултет јер су била пронађена писма упућена Квентину Едвардсу.

### Смрт
Мортимер је умро 16. јануара 2009. године у 85-ој години живота. Имао је срчани удар у октобру 2008. године.